# Dédalion
Dans la mythologie grecque, Dédalion est le fils d'Éosphoros et le frère de Céyx.
Selon Ovide, Dédalion était un farouche guerrier qui « vainquit des rois » et « subjugua des peuples puissants ». Il est l'un des trois fils de Lucifer (équivalent romain d'Éosphoros) ainsi que le père de Chioné, dont la beauté charma Apollon et Hermès, et qu'Artémis, par jalousie, tua de ses flèches. Rendu fou par le chagrin, Dédalion se précipite du sommet du mont Parnasse pour trouver la mort, mais Apollon, pris de pitié, le change en épervier. Depuis, il vit de rapine et mène la guerre contre tous les autres oiseaux, « leur portant sans cesse le deuil dont il est affligé ».

## Source
- Ovide, Métamorphoses [détail des éditions] [lire en ligne] (XI, 291).